# Fletxa Valona 2005
La Fletxa Valona 2005 fou la 69a edició de la cursa ciclista Fletxa Valona. Es disputà el 20 d'abril de 2005 i el vencedor final fou l'italià Danilo Di Luca, de l'equip Liquigas, que s'imposà a l'esprint.
Aquesta era la novena prova de l'UCI ProTour 2005.

## Resultats
20-04-2005. Charleroi-Huy. 201,5 km
|    | Ciclista         | Equip                          | Temps      |
| -- | ---------------- | ------------------------------ | ---------- |
| 1  | Danilo Di Luca   | Liquigas-Bianchi               | 4h 44' 55" |
| 2  | Kim Kirchen      | Fassa Bortolo                  | m. t.      |
| 3  | Davide Rebellin  | Gerolsteiner                   | m. t.      |
| 4  | David Etxebarría | Liberty Seguros-Würth          | + 4"       |
| 5  | Óscar Freire     | Rabobank                       | m. t.      |
| 6  | Ángel Vicioso    | Liberty Seguros-Würth          | m. t.      |
| 7  | Patrik Sinkewitz | Quick Step                     | m. t.      |
| 8  | Aitor Osa        | Illes Balears-Caisse d'Epargne | m. t.      |
| 9  | Cadel Evans      | Davitamon-Lotto                | + 8"       |
| 10 | Fabian Wegmann   | Gerolsteiner                   | m. t.      |